# Kazalnica (630 m)
Kazalnica (niem. Hainberghöhe, 630 m n.p.m.) – szczyt w Karkonoszach, w obrębie Pogórza Karkonoskiego.
Położony jest w północno-wschodniej części Pogórza Karkonoskiego, nad Sosnówką Górną. Leży w niezbyt wyraźnym grzbiecie biegnącym od Skiby ku północnemu zachodowi. Zachodnie i północne zbocza opadają stromo do doliny Czerwoni i jej bezimiennego dopływu. Wschodnie są łagodne, dalej łączą się ze Skibą.
Zbudowany z granitu karkonoskiego. Na południowo-zachodnim zboczu pojedyncze skałki o nazwie Ofiarny Kamień.
Zachodnie i północne zbocza porośnięte lasem regla dolnego, pozostałe odkryte i pokryte zabudowaniami Sosnówki.